# Monte Von Braun
Il Monte Von Braun (in lingua inglese: Mount Von Braun) è una montagna antartica, alta 3.275 m, situata 7 km a sud del Monte Sabine, nei Monti dell'Ammiragliato, in Antartide. 
Il monte è stato mappato dall' United States Geological Survey (USGS) sulla base di rilevazioni e foto aeree scattate dalla U.S. Navy nel periodo 1960-63.
La denominazione è stata assegnata dall' Advisory Committee on Antarctic Names (US-ACAN) in onore di Wernher von Braun, ingegnere spaziale della National Aeronautics and Space Administration (NASA), che era stato in visita alla Stazione McMurdo nel 1966-67.